# Julien Maunoir

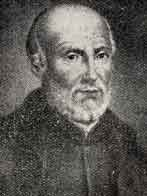
Julien Maunoir

Julien Maunoir (* 1. Oktober 1606 in Saint-Georges-de-Reintembault, Département Ille-et-Vilaine; † 1683 in Plévin, Côtes-d’Armor) war ein französischer Jesuitenpriester. Er ist der Apostel der Bretagne.

## Leben
Maunoir studierte am Kolleg in Rennes und trat 1625 der Gesellschaft Jesu bei. Er studierte 1627–1630 Philosophie am Collège Henri-IV de La Flèche und von 1630 bis 1633 Griechisch und Latein am Kolleg von Quimper, danach 1633–1634 in Tours und 1634–1638 Theologie in Bourges. Nach einer Blutvergiftung gelobte er, sein Leben der Binnenmission in der Bretagne zu widmen, worauf er wundersam geheilt wurde. 1630 lernte er Pater Michel Le Nobletz (1577–1652) kennen und begann, Bretonisch zu lernen. Es interessierte ihn jedoch nicht die Sprache selbst, er sah sie lediglich als Werkzeug zur Bekehrung der Einheimischen. Am 6. Juni 1637 wurde er zum Priester geweiht und verbrachte sein dreijähriges Noviziat in Rouen.
1640 kehrte er nach Quimper zurück und begann in der Nachfolge von Pater Michael Le Nobletz zusammen mit Pater Pierre Bernard den Armen der Niederbretagne zu predigen. Er betete einen Tag lang in der Kapelle Ti Mamm Doue zur Heiligen Jungfrau um bessere Sprachkenntnisse, und bereits am nächsten Tag verfasste er den ersten bretonischen Katechismus. 1641 führte er in Douarnenez seine erste Mission durch.
Maunoir nutzte Bilder und Hymnen (cantiques), um die Einheimischen in der Dogmatik zu unterrichten, und ließ unter anderem den heidnischen Menhir von Saint-Uzec mit Bildern der Leidenswerkzeuge Christi versehen. Er lehrte 42 Jahre lang, unterstützt von zahlreichen anderen Priestern, die meisten Franzosen. Maunoir bestand jedoch darauf, dass sie die Volkssprache, also Bretonisch lernten, deshalb enthielt sein Buch Le Sacrè Collège de Jésus, divise en cinq classes von 1659 auch eine Grammatik und ein bretonisches Wörterbuch.
Maunoir war auch politisch tätig. Als April 1675 der Aufstand gegen die Papiersteuer oder der Torrebens wegen der papier timbre neuer königlicher Stempelgebühren ausbrach, predigten Maunoir und andere Jesuiten gegen die Aufständischen. Die Rebellion wurde im September 1675 von den Truppen Ludwigs XIV. niedergeworfen, die Aufständischen zum Tode oder zu den Galeeren verurteilt. Maunoir bekämpfte entscheiden Irrglauben, Heidentum und schwarze Magie.
Maunoir verstarb in Plévin an einer Lungenentzündung und wurde in der örtlichen Pfarrkirche begraben. Spuren seiner Lehrtätigkeit ließen sich in der Bretagne noch Anfang des 20. Jahrhunderts nachweisen.
Er wurde am 20. Mai 1951 seliggesprochen und von Papst Pius XII. zum Protektor der Bretagne ernannt.

## Werke
- Julien Maunoir, Le Sacrè Collège de Jésus, divise en cinq classes (Quimper 1659).

## Nachleben
Eine Schule in Saint-George-de-Reintembault ist nach Maunoir benannt.